# Diospyros ellipsoidea
Diospyros ellipsoidea är en tvåhjärtbladig växtart som beskrevs av George King och James Sykes Gamble. Diospyros ellipsoidea ingår i släktet Diospyros och familjen Ebenaceae. Inga underarter finns listade i Catalogue of Life.